# Ernesto Geisel (João Pessoa)
Ernesto Geisel é um bairro do município de João Pessoa, capital do estado da Paraíba. Fundado em 4 de agosto de 1978, quando o presidente da República era Ernesto Geisel, foi construído pela Companhia Estadual de Habitação Popular do Estado da Paraíba (CEHAP-PB) para ser destinado à população de baixa renda. Sua população no censo de 2022 era de 13 683 habitantes, apresentando uma densidade demográfica de 7 017,649 hab./km². Limita-se com o bairro do Cristo Redentor a norte pela BR-230, a sul com Gramame, a leste com Cuiá e a oeste com João Paulo II.